# Miro Bulj
Miro Bulj (ur. 11 marca 1972 w Sinju) – chorwacki polityk, wojskowy i samorządowiec, poseł do Zgromadzenia Chorwackiego, kandydat w wyborach prezydenckich.

## Życiorys
Ukończył średnią szkołę zawodową w rodzinnej miejscowości. Brał udział w wojnie w Chorwacji, pozostał zawodowym wojskowym. Zakończył służbę w 2007 w stopniu porucznika. W 2009 został radnym miejskim w Sinju. W 2021 wybrano go na urząd burmistrza tej miejscowości (reelekcja w 2025).
Zaangażował się w działalność polityczną w ramach ugrupowania Most. W wyborach w 2015 po raz pierwszy uzyskał mandat deputowanego do Zgromadzenia Chorwackiego. Z powodzeniem ubiegał się o poselską reelekcję w 2016, 2020 i 2024.
W grudniu 2024 został zarejestrowany jako kandydat Mostu w wyborach prezydenckich w tym samym miesiącu. W pierwszej turze głosowania otrzymał 3,8% głosów, zajmując szóste miejsce wśród 8 kandydatów.